# Yara Amaral
Yara Silva do Amaral (Jaboticabal, 16 de setembro de 1936 — Rio de Janeiro, 31 de dezembro  de 1988) foi uma atriz brasileira.

## Biografia
Filha de um português e de uma brasileira filha de portugueses, Yara nasceu no interior de São Paulo, mas cresceu no bairro do Belenzinho na capital paulista desde seu primeiro ano de vida.
Estudou na Escola de Arte Dramática da Universidade de São Paulo, onde se formou em 1964. Foi em 1968 que participou, no Teatro de Arena, do espetáculo Arena Conta Tiradentes, de Gianfrancesco Guarnieri.
Passou também pelo Teatro Oficina e conseguiu seu primeiro grande prêmio de interpretação na década de 1970, um Moliére, como melhor atriz do ano pelo seu trabalho em Réveillon, de Flávio Márcio, ao lado de Regina Duarte ,e Sérgio Mamberti.
No teatro participou de trinta espetáculos e conquistou três prêmios Moliére como melhor atriz. No cinema estreou em 1975 com O Rei da Noite, de Hector Babenco, e fez outros filmes importantes como A Dama do Lotação, Mulher Objeto, e "Leila Diniz".
Na televisão ela estreou na telenovela O Décimo Mandamento, na TV Tupi, em 1968, escrita por Benedito Ruy Barbosa. Foi para a TV Globo na década de 1970, e ali brilhou em Dancin' Days, O Amor É Nosso, Sol de Verão, Guerra dos Sexos, Um Sonho a Mais, Cambalacho, Anos Dourados, e Fera Radical.

## Vida pessoal
Foi casada com Luiz Fernando Goulart e deixou dois filhos, Bernardo e João Mário.

### Morte
Às 23h50 do dia 31 de dezembro de 1988, um sábado, o barco Bateau Mouche acabou afundando, e culminou na morte trágica de Yara, sua mãe e outras 53 pessoas que estavam a bordo. A atriz não sabia nadar, e a causa de sua morte teria sido um ataque cardíaco. Os  restos mortais da artista encontram-se sepultados no Cemitério de São João Batista, no bairro de Botafogo, Rio de Janeiro.

## Filmografia

### Televisão
| Ano  | Título              | Personagem                   | Emissora      |
| ---- | ------------------- | ---------------------------- | ------------- |
| 1968 | A Pequena Órfã      | Raquel                       | TV Excelsior  |
| 1968 | A Última Testemunha | Maria Sofredora              | RecordTV      |
| 1968 | O Décimo Mandamento | Luzia                        | Rede Tupi     |
| 1970 | E Nós, Aonde Vamos? | Leila                        | Rede Tupi     |
| 1970 | Irmãos Coragem      | Tula                         | Rede Globo    |
| 1977 | Espelho Mágico      | Suzete Calmon                | Rede Globo    |
| 1978 | Dancin' Days        | Áurea                        | Rede Globo    |
| 1981 | O Amor É Nosso      | Maria Helena                 | Rede Globo    |
| 1982 | Sol de Verão        | Sofia                        | Rede Globo    |
| 1983 | Guerra dos Sexos    | Nieta                        | Rede Globo    |
| 1984 | Viver a Vida        | Germana                      | Rede Manchete |
| 1985 | Um Sonho a Mais     | Beatriz                      | Rede Globo    |
| 1986 | Anos Dourados       | Celeste                      | Rede Globo    |
| 1986 | Cambalacho          | Dinorah Melina Souza e Silva | Rede Globo    |
| 1987 | Helena              | Dorzinha                     | Rede Manchete |
| 1987 | Mandala             | Salma                        | Rede Globo    |
| 1988 | Fera Radical        | Joana Flores                 | Rede Globo    |

### Cinema
| Ano  | Título                        | Personagem             |
| ---- | ----------------------------- | ---------------------- |
| 1973 | Tati                          | Dona Marta             |
| 1975 | O Rei da Noite                | Dona Imaculada         |
| 1977 | Parada 88, o Limite de Alerta | Maria                  |
| 1978 | A Dama do Lotação             | Amiga da mãe de Carlos |
| 1978 | Nos Embalos de Ipanema        | Mãe de Toquinho        |
| 1980 | Mulher Objeto                 | Carmem                 |
| 1980 | Prova de Fogo                 |                        |
| 1985 | Tropclip                      | Mãe de Krishna         |
| 1987 | Leila Diniz                   | Diretora do colégio    |